# Indianapolis 500 2013
Indianapolis 500 2013 – 97. edycja wyścigu który został rozegrany na torze Indianapolis Motor Speedway 26 maja 2013 roku w ramach serii IRL IndyCar Series. Udział w nim wzięło 33 kierowców z 12 krajów.

## Ustawienie na starcie
Do rywalizacji o 33 miejsca startowe która odbywała się w dniach 18-19 maja zgłosiły się 34 załogi. 18 maja odbył się Pole day podczas którego najpierw ustalono pozycje od 1 do 24, a następnie najlepsza dziewiątka miała wymazane czasy i rywalizowała między sobą o pole postion. Po raz pierwszy w karierze wywalczył je Ed Carpenter ze średnią prędkością czterech okrążeń 228,762 mph (368,2 km/h). Pozostałe miejsca startowe zostały ustalone 19 maja podczas Bump day.
| Linia | Wewnątrz | Wewnątrz            | Na środku | Na środku             | Na zewnątrz | Na zewnątrz         |
| ----- | -------- | ------------------- | --------- | --------------------- | ----------- | ------------------- |
| 1     | 20       | Ed Carpenter        | 26        | Carlos Muñoz (R)      | 25          | Marco Andretti      |
| 2     | 5        | E.J. Viso           | 2         | A.J. Allmendinger (R) | 12          | Will Power          |
| 3     | 1        | Ryan Hunter-Reay    | 3         | Hélio Castroneves (W) | 27          | James Hinchcliffe   |
| 4     | 4        | J.R. Hildebrand     | 98        | Alex Tagliani         | 11          | Tony Kanaan         |
| 5     | 22       | Oriol Servià        | 19        | Justin Wilson         | 7           | Sébastien Bourdais  |
| 6     | 9        | Scott Dixon (W)     | 10        | Dario Franchitti (W)  | 14          | Takuma Satō         |
| 7     | 83       | Charlie Kimball     | 16        | James Jakes           | 77          | Simon Pagenaud      |
| 8     | 60       | Townsend Bell       | 8         | Ryan Briscoe          | 78          | Simona de Silvestro |
| 9     | 21       | Josef Newgarden     | 15        | Graham Rahal          | 6           | Sebastián Saavedra  |
| 10    | 55       | Tristan Vautier (R) | 18        | Ana Beatriz           | 63          | Pippa Mann          |
| 11    | 41       | Conor Daly (R)      | 91        | Buddy Lazier (W)      | 81          | Katherine Legge     |

- (W) = wygrał w przeszłości Indianapolis 500
- (R) = pierwszy start w Indianapolis 500

| Punkty | 15 | 13 | 12 | 11 | 10 | 9 | 8 | 7 | 6 | 4 | 3 |

Nie zakwalifikował się:

#17  Michel Jourdain Jr.

## Wyścig
Wyścig wygrał po raz pierwszy w karierze Tony Kanaan dla którego był to już dwunasty start w nim. Niewielka liczba neutralizacji (5) sprawiła, że był to najszybszy wyścig w historii ze średnią prędkością 187,433 mph (301,58 km/h)
| P                                                            | Start                           | Nr                              | Kierowca                        | S                               | Okrążeń                         | NP                              | Czas/Powód wycofania                | Zespół                                    | Punkty                              |
| ------------------------------------------------------------ | ------------------------------- | ------------------------------- | ------------------------------- | ------------------------------- | ------------------------------- | ------------------------------- | ----------------------------------- | ----------------------------------------- | ----------------------------------- |
| 1                                                            | 12                              | 11                              | Tony Kanaan                     | C                               | 200                             | 34                              | 2:40:03,4181                        | KV Racing Technology                      | 50+5                                |
| 2                                                            | 2                               | 26                              | Carlos Muñoz (R)                | C                               | 200                             | 12                              | +0,1159                             | Andretti Autosport                        | 40+14                               |
| 3                                                            | 7                               | 1                               | Ryan Hunter-Reay                | C                               | 200                             | 26                              | +0,2480                             | Andretti Autosport                        | 35+9                                |
| 4                                                            | 3                               | 25                              | Marco Andretti                  | C                               | 200                             | 31                              | +0,3634                             | Andretti Autosport                        | 32+13                               |
| 5                                                            | 14                              | 19                              | Justin Wilson                   | H                               | 200                             | 0                               | +0,8138                             | Dale Coyne Racing                         | 30+4                                |
| 6                                                            | 8                               | 3                               | Hélio Castroneves               | C                               | 200                             | 1                               | +3,0086                             | Penske Racing                             | 28+8                                |
| 7                                                            | 5                               | 2                               | A.J. Allmendinger (R)           | C                               | 200                             | 23                              | +4,0107                             | Penske Racing                             | 26+11                               |
| 8                                                            | 21                              | 77                              | Simon Pagenaud                  | H                               | 200                             | 0                               | +4,2609                             | Schmidt Hamilton Motorsports              | 24+4                                |
| 9                                                            | 19                              | 83                              | Charlie Kimball                 | H                               | 200                             | 0                               | +5,6864                             | Chip Ganassi Racing                       | 22+4                                |
| 10                                                           | 1                               | 20                              | Ed Carpenter                    | C                               | 200                             | 37                              | +6,8425                             | Ed Carpenter Racing                       | 20+18                               |
| 11                                                           | 13                              | 22                              | Oriol Servià                    | C                               | 200                             | 0                               | +7,8633                             | Dreyer & Reinbold Racing i Panther Racing | 19+4                                |
| 12                                                           | 23                              | 8                               | Ryan Briscoe                    | H                               | 200                             | 0                               | +8,9216                             | Chip Ganassi Racing                       | 18+4                                |
| 13                                                           | 18                              | 14                              | Takuma Satō                     | H                               | 200                             | 0                               | +10,2602                            | A.J. Foyt Enterprises                     | 17+4                                |
| 14                                                           | 16                              | 9                               | Scott Dixon                     | H                               | 200                             | 1                               | +11,3858                            | Chip Ganassi Racing                       | 16+5                                |
| 15                                                           | 29                              | 18                              | Ana Beatriz                     | H                               | 200                             | 0                               | +12,2657                            | Dale Coyne Racing                         | 15+3                                |
| 16                                                           | 28                              | 55                              | Tristan Vautier (R)             | H                               | 200                             | 0                               | +15,3045                            | Schmidt Peterson Motorsports              | 14+3                                |
| 17                                                           | 24                              | 78                              | Simona de Silvestro             | C                               | 200                             | 0                               | +15,7201                            | KV Racing Technology                      | 13+4                                |
| 18                                                           | 4                               | 5                               | E.J. Viso                       | C                               | 200                             | 5                               | +17,8056                            | Andretti Autosport                        | 12+12                               |
| 19                                                           | 6                               | 12                              | Will Power                      | C                               | 200                             | 16                              | +22,5403                            | Penske Racing                             | 11+10                               |
| 20                                                           | 20                              | 16                              | James Jakes                     | H                               | 199                             | 5                               | +1 okrążenie                        | Rahal Letterman Lanigan Racing            | 10+5                                |
| 21                                                           | 9                               | 27                              | James Hinchcliffe               | C                               | 199                             | 7                               | +1 okrążenie                        | Andretti Autosport                        | 9+7                                 |
| 22                                                           | 31                              | 41                              | Conor Daly (R)                  | H                               | 198                             | 0                               | +2 okrążenia                        | A.J. Foyt Enterprises                     | 8+3                                 |
| 23                                                           | 17                              | 10                              | Dario Franchitti                | H                               | 197                             | 0                               | Wypadek                             | Chip Ganassi Racing                       | 7+4                                 |
| 24                                                           | 11                              | 98                              | Alex Tagliani                   | H                               | 196                             | 1                               | +4 okrążenia                        | Bryan Herta Autosport                     | 6+5                                 |
| 25                                                           | 26                              | 15                              | Graham Rahal                    | H                               | 193                             | 0                               | Wypadek                             | Rahal Letterman Lanigan Racing            | 5+3                                 |
| 26                                                           | 33                              | 81                              | Katherine Legge                 | C                               | 193                             | 0                               | +7 okrążeń                          | Schmidt Peterson Motorsports              | 5+3                                 |
| 27                                                           | 22                              | 60                              | Townsend Bell                   | C                               | 192                             | 1                               | +8 okrążeń                          | Panther Racing                            | 5+5                                 |
| 28                                                           | 25                              | 21                              | Josef Newgarden                 | H                               | 191                             | 0                               | +9 okrążeń                          | Sarah Fisher Hartman Racing               | 5+3                                 |
| 29                                                           | 15                              | 7                               | Sébastien Bourdais              | C                               | 178                             | 0                               | Wypadek w boksie                    | Dragon Racing                             | 5+4                                 |
| 30                                                           | 30                              | 63                              | Pippa Mann                      | H                               | 46                              | 0                               | Uszkodzenia po kontakcie z bandą    | Dale Coyne Racing                         | 5+3                                 |
| 31                                                           | 32                              | 91                              | Buddy Lazier                    | C                               | 44                              | 0                               | Awaria                              | Lazier Partners Racing                    | 5+3                                 |
| 32                                                           | 27                              | 6                               | Sebastián Saavedra              | C                               | 34                              | 0                               | Wypadek                             | Dragon Racing                             | 5+3                                 |
| 33                                                           | 10                              | 4                               | J.R. Hildebrand                 | C                               | 3                               | 0                               | Wypadek                             | Panther Racing                            | 5+4                                 |
| P                                                            | Start                           | Nr                              | Kierowca                        | S                               | Okrążeń                         | NP                              | Czas/Powód wycofania                | Zespół                                    | Punkty                              |
| Zmiany na prowadzeniu: 68 pomiędzy 14 kierowcami             |                                 |                                 |                                 |                                 |                                 |                                 |                                     |                                           |                                     |
| Neutralizacje: 5 (21 okrążeń)                                |                                 |                                 |                                 |                                 |                                 |                                 |                                     |                                           |                                     |
| Wszystkie samochody używały nadwozi Dallara i opon Firestone |                                 |                                 |                                 |                                 |                                 |                                 |                                     |                                           |                                     |
| *S Silnik: C=Chevrolet, H=Honda                              | *S Silnik: C=Chevrolet, H=Honda | *S Silnik: C=Chevrolet, H=Honda | *S Silnik: C=Chevrolet, H=Honda | *S Silnik: C=Chevrolet, H=Honda | *S Silnik: C=Chevrolet, H=Honda | *S Silnik: C=Chevrolet, H=Honda | *NP – liczba okrążeń na prowadzeniu | *NP – liczba okrążeń na prowadzeniu       | *NP – liczba okrążeń na prowadzeniu |